# Thecla goodsoni
Thecla goodsoni är en fjärilsart som beskrevs av Clemch 1946. Thecla goodsoni ingår i släktet Thecla och familjen juvelvingar. Inga underarter finns listade i Catalogue of Life.